# Jay Rifkin
Jay Rifkin is een muziekproducent voor media, film en televisie. Rifkins bekendste muziekprojecten zijn gemaakt met vriend en muziekcomponist Hans Zimmer in de periode bij Media Ventures in Santa Monica (Californië), dat door dit tweetal werd opgericht. In december 2003 beëindigde Rifkin de samenwerking met Zimmer en de naam Media Ventures werd veranderd in Remote Control Productions. Rifkin schreef ook de nummer één hit Show Me Heaven uit de film Days of Thunder.

## Muziekprojecten
| Jaar: | Titel:                                  | Als:                                    |
| ----- | --------------------------------------- | --------------------------------------- |
| 1985  | Target                                  | Muziek ingenieur                        |
| 1988  | Rain Man                                | Muziek recordist                        |
| 1989  | Driving Miss Daisy                      | Muziek mixer scoren                     |
|       | Black Rain                              | Muziek mixer scoren                     |
| 1990  | Bird on a Wire                          | Muziek recordist                        |
|       | Days of Thunder                         | Score mixer, songwriter: Show Me Heaven |
|       | Pacific Heights                         | Muziek recording ingenieur              |
| 1991  | Thelma & Louise                         | Muziek recordist                        |
|       | Backdraft                               | Muziek mixer scoren                     |
|       | Regarding Henry                         | Muziek mixer scoren                     |
|       | Pyrates                                 | Songwriter: Rough up the Beat           |
|       | Where Sleeping Dogs Lie                 | Muziekproducent                         |
| 1992  | The Power of One                        | Muziek recordist                        |
|       | A League of Their Own                   | Muziek mixer                            |
|       | Toys                                    | Score mixer, score recordist            |
| 1993  | True Romance                            | Score mixer, score recordist            |
|       | Cool Runnings                           | Muziek mixer recordist                  |
| 1994  | Monkey Trouble                          | Muziekproducent                         |
|       | Speed                                   | Muziek mixer, muziek recordist          |
|       | The Lion King                           | Muziek mixer, muziek recordist          |
| 1995  | Crimson Tide                            | Score mixer                             |
|       | Man of the House                        | Score mixer                             |
|       | Nine Months                             | Score mixer                             |
| 1996  | Pterodactyl Woman From Beverly Hills    | Uitvoerend producent                    |
| 1998  | The Lion King II: Simba's Pride (video) | Songwriter: He Lives in You             |
|       | BASEketball                             | Uitvoerend muziekproducent              |
| 2000  | King of the Jungle                      | Uitvoerend producent                    |
| 2001  | Not Another Teen Movie                  | Song producent: 99 Red Balloons         |
| 2002  | Spirit: Stallion of the Cimarron        | Uitvoerend muziekproducent              |
| 2003  | Tears of the Sun                        | Muziekproducent                         |
| 2004  | Incident at Loch Ness                   | Uitvoerend producent                    |
| 2005  | Waiting...                              | Producent                               |
| 2009  | Still Waiting... (video)                | Uitvoerend producent                    |
| 2010  | Hesher                                  | Uitvoerend producent                    |
|       | Freakonomics (documentaire)             | Uitvoerend producent                    |
| 2012  | Hellbenders                             | Uitvoerend producent                    |

## Muziekstudios
Actief in de periode:
- 1977 - heden: Media Revolution (Cyberia)
- 1984 - 2010  : Mojo Music Inc.
- 1988 - 2003  : Media Ventures
- 1995 - 1996  : Mojo Records
- 1996 - 2001  : Universal Records
- 2006 - heden: OceanView Media
- 2006 - heden: China Youth Media
- 2010 - 2011  : GenAudio Inc.
- 2011 - heden: Danconia Studios